# Mongolarachne
Mongolarachne es un género extinto de araña situado en la familia monotípica Mongolarachnidae, abarcando solo a una especie, Mongolarachne jurassica, la cual fue clasificada inicialmente como una especie del género Nephila en la familia Nephilidae, la cual contiene a las arañas de seda de oro. Posteriormente se ha afirmado que es un miembro primitivo de los Orbiculariae, es decir un pariente de un grupo que incluye a la familia Nephilidae, pero también a varias otras familias, tales como los Theridiidae. La especie se ha encontrado en estratos del Jurásico Medio de la Formación Jiulongshan, parte de los Lechos Daohugou, cerca del pueblo de Daohugou en el condado de Ningcheng, al noreste de China.

## Historia y clasificación
M. jurassica es conocido a partir de un único fósil, el espécimen holotipo, número "CNU-ARA-NN2010008" el cual es una hembra adulta casi completa. Este individuo está preservado como un fósil comprimido en una toba sedimentaria gris pálido finamente laminada. El espécimen fósil proviene de afloramientos de la Formación Jiulongshan expuestos en el municipio de Wuhua. El espécimen tipo se encuentra al presente preservado en las colecciones del Laboratorio de Evolución de Insectos y cambios ambientales alojado en la Universidad Capital Normal, localizada en Pekín, China. Nephila jurassica fue estudiado inicialmente por Paul Seldon de la Universidad de Kansas y el Museo de Historia Natural de Londres junto con Dong Ren y ChungKun Shih, ambos de la Universidad Capital Normal. Su descripción del tipo de 2011 del género y la especie fueron publicados en Internet en la revista Biology Letters. La etimología de la especie, jurassica se refiere a la edad de la especie.  El nombre del género Mongolarachne se deriva de Mongolia, en donde se hallaron los fósiles, y el latín arachne que significa "araña". El nombre de la familia se deriva del nombre de género.
Mongolarachne jurassica, de acuerdo con la interpretación inicial, sería la más antigua especie descrita del género Nephila, extendiendo el rango fósil conocido del género hasta hace 130 millones de años. Esto convertiría a Nephila en el género moderno de araña conocido de mayor antigüedad. Anteriormente, la especie más antigua de Nephila conocida era la especie del Eoceno Superior Nephila pennatipes hallada en la Formación Florissant de Colorado, Estados Unidos. La descripción de N. jurassica también extiende el rango fósil conocido de la familia en 30 millones de años adicionales. El miembro más antiguo reconocido de la familia Nephilidae era la especie del Cretácico Cretaraneus vilaltae proveniente de España. Los fósiles de M. jurassica y N. pennatipes son notables por corresponder a ejemplares femeninos, mientras que todos los demás especímenes fósiles de nefílidos descritos han sido de machos.
No obstante, Kuntner et al. (2013) afirmaron que M. jurassica difiere de los miembros actuales del género Nephila en muchos rasgos anatómicos y no puede ser asignado a este género, o incluso a la familia Nephilidae. Los autores consideraron que es más probable que esta especie sea realmente un orbiculariano basal. Esta idea fue luego confirmada en 2013 por Paul Selden, ChungKun Shih y Dong Ren, con la descripción de un ejemplar macho de M. jurassica, el cual tenía una morfología de los pedipalpos notablemente distinta de la de los machos de Nephila. Los autores trasladaron la especie al nuevo género Mongolarachne, a su vez asignado en su propia familia, Mongolarachnidae. Los autores consideraron que lo más probable es que M. jurassica sea un orbiculariano primitivo, más distantemente relacionado con el grupo Araneoidea (incluyendo a los nefílidos) que a los deinópidos y los ulobóridos.

## Descripción
El holotipo preservado de la hembra está fosilizado con su parte inferior expuesta. Partes de las patas, exceptuando dos, están ausentes en el fósil. El caparazón del holotipo mide 9.31 por 6.83 milímetros y el opistosoma mide 15.36 por 9.5 milímetros. La longitud corporal total es de aproximadamente 24.6 milímetros mientras que las patas frontales alcanzan cerca de 56.5 milímetros de longitud. Esto sitúa a las hembras de Nephila jurassica en el mismo rango de tamaño que las hembras del género del presente, y hace que N. jurassica sea la mayor araña fósil descrita. La tibia de las tercera pata exhibe mechones de setae denominados polainas, los cuales son también hallados en las otras tres tibias.  La presencia de esta estructura en la tercera tibia solo se encuentra en Nephila  y este rasgo junto con el gran tamaño indican que la especie hace parte del género.
De acuerdo con Kuntner et al. (2013) y en una presentación posterior Paul Selden (el primer autor de la descripción de N. jurassica) sugirió que N. jurassica podría ser cribelada; si se confirma esto lo convertiría en el único miembro conocido de Nephila con cribelo (y además el único araneoideo cribelado conocido). Kuntner et al. por su parte consideraron que la presencia de un cribelo es evidencia de que N. jurassica en efecto no es un nefílido. Los autores afirmaron también que N. jurassica carecía de una protuberancia queliceral estriada, la cual consideran estos autores como "una sinapomorfia clave de los nefílidos".
El alotopotipo del macho tiene una longitud corporal de 16.54 milímetros con pedipalpos alargados.